# Szemfoltos pillangóhal
A szemfoltos pillangóhal (Chaetodon auriga) a sugarasúszójú halak (Actinopterygii) osztályának és a sügéralakúak (Perciformes) rendjéhez és a sörtefogúfélék (Chaetodontidae) családjába tartozó faj..

## Előfordulása
Elsősorban korallzátonyokon a Csendes-óceán, az Indiai-óceán területén honos.

## Megjelenése
Testhossza maximum 23 centiméter.

## Életmódja
Táplálékuk főleg korallpolipok és kisebb tengeri gerinctelenek: férgek és csigák.